# Macrochilo litophora
Macrochilo litophora là một loài bướm đêm thuộc họ Noctuidae. Nó được tìm thấy ở Wisconsin, phía đông đến Massachusetts, phía nam đến North Carolina, South Carolina, Mississippi và Texas.
Sải cánh dài khoảng 20 mm. Có một lứa một năm in the north. There are two generations ở miền nam Ohio và Missouri.
Ấu trùng ăn cỏ chết và các chất hữu cơ.